# Conflictul din sudul Libanului din 1978
Conflictul din 1978 din Sudul Libanului, cunoscut și ca Prima invazie israeliană a Libanului și cu numele de cod Operațiunea Litani în Israel, a început când Israelul a invadat sudul Libanului până la râul Litani în martie 1978. A fost un răspuns la Masacrul de pe drumul de coastă de lângă Tel Aviv de către militanții palestinieni cu sediul în Liban. Conflictul a dus la moartea a 1.100–2.000 de libanezi și palestinieni, 20 de israelieni și deplasarea internă a 100.000 până la 250.000 de persoane în Liban. Forțele de Apărare ale Israelului au obținut o victorie militară împotriva Organizației pentru Eliberarea Palestinei (OLP), deoarece aceasta din urmă a fost forțată să se retragă din sudul Libanului, împiedicând-o să lanseze atacuri asupra Israelului de peste granița sa terestră cu Libanul. Ca răspuns la izbucnirea ostilităților, Consiliul de Securitate al Națiunilor Unite a adoptat Rezoluția 425 și Rezoluția 426 la 19 martie 1978, care a cerut Israelului să-și retragă imediat trupele din Liban și a înființat Forța Interimară a Națiunilor Unite în Liban (UNIFIL).
Israelul a lansat o a doua invazie a Libanului în 1982.